# بيت العبسي (الخبت)

تعديل مصدري - تعديل

بيت العبسي هي إحدى قرى عزلة عبس بمديرية الخبت التابعة لمحافظة المحويت، بلغ تعداد سكانها 48 نسمة حسب تعداد اليمن لعام 2004.